# ديفيد شاربونو
ديفيد شاربونو (بالإنجليزية: David Charbonneau)‏ (و. 1974 – م) هو عالم فلك، وفيزيائي، وأستاذ جامعي من كندا . ولد في أوتوا .

## التعليم
تعلم في جامعة تورنتو، وجامعة هارفارد

## مناصب وهيئات
أدار جامعة هارفارد.

## جوائز
حصل على جوائز منها:
- NASA Exceptional Scientific Achievement Medal.